# 菱山泉
菱山 泉（ひしやま いずみ、1923年8月1日 - 2007年2月17日）は、日本の経済学者。京都大学名誉教授。専門は理論経済学。経済学博士（京都大学、1962年）。東京生まれ。
スラッファ経済学研究の大家として有名である。

## 略歴
1949年、京都大学経済学部卒業。1954年、京都大学経済学部講師、1957年11月、同助教授。1962年「重農学説と経済表の研究」により、経済学博士（京都大学）。1967年2月、同教授。1972年5月、京都大学経済学部長（1973年1月まで、1977年1月から1977年5月まで）。1987年、退官、京都大学名誉教授。同年、大阪産業大学経済学部教授。
1992年、福井県立大学経済学部教授。1996年4月、鹿児島経済大学（現鹿児島国際大学）学長。1999年11月、勲三等旭日中綬章。2003年、学校法人津曲学園理事長。

## 著書

### 単著
- 『重農学説と「経済表」の研究』（有信社, 1962年）
- 『近代経済学の歴史--マーシャル・ピグー・ロバートソン・ケインズ』（有信社, 1965年／講談社［講談社学術文庫］, 1997年）
- 『ケネーからスラッファへ――忘れえぬ経済学者たち』（名古屋大学出版会, 1990年）
- 『スラッファ経済学の現代的評価』（京都大学学術出版会, 1993年）

### 共編著
- （溝川喜一と）『経済原論』（春秋社, 1975年）
- （杉原四郎・鶴田満彦・松浦保と）『経済思想史（1）古典学派の経済思想』（有斐閣, 1977年）
- （宮本義男と）『教養の経済学――マルクス経済学と近代経済学の基礎』（有斐閣, 1978年）

### 訳書
- 『ケネー全集（1-3）』（有斐閣, 1951-1952年）
- ピエロ・スラッファ『商品による商品の生産――経済理論批判序説』（有斐閣, 1962年）
- J・マルシャル, J・ルカイヨン『貨幣的分析の基礎――ヴィクセルからケインズまで』（ミネルヴァ書房, 1978年）
- ルイジ・パシネッティ『生産理論――ポスト・ケインジアンの経済学』（山下博・山谷恵俊・瀬地山敏共訳、東洋経済新報社, 1979年）
- S・ホランダー『リカードの経済学』（日本経済評論社, 1998年）